# Ga Bồng Sơn
Ga Bồng Sơn là một nhà ga xe lửa trên tuyến đường sắt Bắc Nam thuộc địa phận tỉnh Bình Định, tiếp nối sau ga Tam Quan và trước ga Vạn Phú. Ga tọa lạc ở đường quốc lộ 1, khu phố 1, phường Bồng Sơn, tỉnh Gia Lai. 
Ga Bồng Sơn cách ga Đức Phổ 49km về phía bắc và cách ga Diêu Trì 78 km về phía nam. Lý trình ga: Km 1017 + 100.

## Nhiệm vụ
Ga Bồng Sơn là 1 ga tránh tàu. Hiện nay có các chuyến tàu đón đỗ là SE1/2, SE21/22, TN1/2 và SE5/6.